# Richard Chase
Richard Trenton Chase (23. maj 1950 – 26. december 1980) var en amerikansk seriemorder og kannibal, der dræbte seks mennesker i løbet af en måned i Sacramento, Californien. Han fik tilnavnet "The Vampire of Sacramento" (vampyren fra Sacramento) fordi han drak sine ofres blod og spiste af sine ofre. Han gjorde dette som en del af en vrangforestilling, om at han var nødt til for at forhindre nazisterne fra at forvandle hans blod til pulver via en gift de havde plantet under hans sæbeskål.

## Barndom
Richard Chase blev født den 23. Maj, 1950 I Santa Clara County, California, USA. Han havde en søster, der var fire år yngre, og hans far holdt af streng disciplin, og skændtes hele tiden med sin kone.
Richard beskriver sig selv som et offer for misbrug fra sin mor, i en alder af 10 viser Chase symptomer på "the MacDonald triad": sengevædning, pyromani og zoosadism. I sin ungdom var han kendt som en alkoholiker og stofmisbruger. Han led af impotens på grund af "psykologiske problemer, der skyldtes undertrykt vrede".

## Tidlig Ungdom
Chase udviklede hypokondri, mens han voksede op. Han klagede ofte over, at hans hjerte lejlighedsvis ville "stoppe med at slå", eller at "nogen havde stjålet hans lungepulsåre". Han havde en vrangforestilling om at hvis han holdt appelsiner på hovedet, ville C-vitaminerne blive absorberet af hans hjerne. Chase troede også, at hans kranieknogler var blevet separeret og bevægede sig rundt, så han barberede sit hoved for at se denne aktivitet.
Efter at have forladt hans mors hus (han troede hun forsøgte at forgifte ham), lejede Chase en lejlighed sammen med nogle venner. Chases bofæller klagede over, at han konstant var beruset af alkohol, marihuana og syre. Chase gik også omkring i lejligheden nøgen, selv foran selskab. Chases bofæller krævede at han flyttede ud. Da han nægtede, at flytte valgte bofællerne at flytte ud i stedet.
Alene i lejligheden, begyndte Chase at fange, dræbe, og opskære forskellige dyr, som han spiste rå, og til tider blandede han de rå organer med Coca-Cola i en blender og drak blandingen som en milkshake. Chase forklarede, ved indtagelsen af disse drikke forhindrede han sit hjerte i at skrumpe.

## Institutionalisering
I 1975 blev Chase tvangsindlagt på et psykiatrisk hospital efter at han var blevet behandlet på et hospital for blodforgiftning, som han havde fået efter han havde sprøjtet kanin blod ind i hans årer. Han deler ofte, med de ansatte, fantasier om at dræbe kaniner.
Han blev engang fundet med blod omkring munden, men sygehuspersonalet opdagede snart at han havde drukket blod fra fugle, han havde kastet fuglenes lig ud af hans værelse vindue. Personalet begyndte at kalde ham for ”Dracula”
I en af de mange episoder, mens han var på institutionen, tog han blodet fra terapi-hund for at dæmme op for hans afhængighed. Indimellem blev han opdaget fordi han havde afføring på sig. Han påstod, at han fået fat i sprøjterne ved at bryde en kasse op som var på lægens kontor. Det tog dem uger før de regnede dette ud, og derefter havde de ikke længere nogen terapeutiske dyr med.
Efter at være behandlet men et utal af forskellige behandlingsformer, der omfatter psykoaktivt stoffer, anses Chase ikke længere som en fare for samfundet, og i 1976 blev han løsladt i sin mors varetægt. Chase’s mor besluttede, at han ikke behøvede at være på den foreskrevne antipsykotiske medicin, idet det gjorde hende søn til ”en zombie” Hun får ham af medicinen og Chase fik sin egen lejlighed.
En senere undersøgelse afslørede, at i midten af 1977, blev Chase stoppet og anholdt af en Native American(Indianer) agent på et reservat i Lake Tahoe-området. Han var iført en blodig skjorte, og kørte en lastbil som indeholdt våben og en spand blod. Han overbeviste politiet om, at det var en misforståelse der involverer et dyr han havde jaget. Ingen anklager blev indgivet.

## Mord
- Den 29. december 1977, dræbte Chase sit første kendte offer i en drive-by shooting. Offeret, Ambrose Griffin, var en 51-årig ingeniør og far til to.[5] Efter skyderiet, rapporterede en af Griffins sønner at have set en nabo gå rundt i deres nabolag i East Sacramento med en .22 kaliber riffel. Naboens riffel blev beslaglagt, men ballistiske test afgjorde, at det ikke var mordvåbnet.

- 11. januar 1978 bad Chase sin nabo om en cigaret, og derefter holdt han hende fastklemt indtil hun gav ham alle cigaretter i huset.

- To uger senere, prøvede han at komme ind i en anden kvindes hus, men da han fandt døren låst, gik han igen; Chase fortalte senere en betjente at han tog de låste døre som et tegn på, at han ikke var velkommen indenfor. Han blev senere jaget væk af et par fra deres hjem, da han rodede rundt i deres ejendele og havde besørget og urineret på deres senge og tøj.

- Teresa Wallin var Chases næste offer den 21. januar. Wallin blev overrasket i sit hjem af Chase, som skød hende tre gange og dræbte hende. Han havde sex med liget, lemlæstede det, og badede i den døde kvindes blod.

- 23. januar 1978, to dage efter at have dræbt Teresa Wallin, købte Chase to hvalpe fra sin nabo. Han dræbte dem og drak deres blod.

- 27. januar 1978 begik Chase sine sidste mord. Da han hos den 38-årige Evelyn Miroth, så sin ven, Danny Meredith, som han skød med hans .22 pistol. Han stjal derefter Merediths pung og hendes bilnøgler, han gik aggressivt igennem huset, skød og dræbte så Evelyn Miroth, hendes 6-årige søn Jason, og Miroths 22-måneder gamle nevø, David. Ligesom med Teresa Wallin, begik Chase nekrofili og kannibalisme med Miroths lig.

En seksårig pige, med hvem Jason Miroth havde en legeaftale med bankede på døren. Hun overraskede Chase, som flygtede fra stedet i Merediths bil, og tog Davids lig med sig. Pigen alarmerede en nabo, der alarmerede politiet. Da politiet fik adgang til hjemmet, opdagede de, at Chase havde efterladt perfekte hånd- og sko aftryk i Miroths blod.
Tilbage i sin lejlighed på Watt Ave drak han Davids blod og spiste flere af barnets indre organer (herunder barnets hjerne) hvorefter han skaffede sig af med liget ved en nærliggende kirke.

## Eftervirkning
I 1979 stod Chase for retten anklaget for seks mord. For at undgå dødsstraf, forsøgte forsvaret at få ham fundet skyldig i anden grads mord, hvilket ville resultere i fængsel på livstid. Deres sag baseret på Chases psykiske sygdoms historie og forsøg på at bevise at hans forbrydelser ikke var overlagt. Den 8. maj fandt juryen i den meget omtalte sag Chase skyldig i seks gange af første grad mord og Chase var dømt til døden i gaskammeret. De forkastede argumentet om, at han ikke var skyldig på grund af sindssyge.
Hans medfangers, kendskab til den grafiske og bizarre karakter af Chases forbrydelser, frygtede ham, og ifølge fængsel embedsmænd, forsøgt de ofte at overbevise Chase om at begå selvmord. Chase gav en række interviews til Robert Ressler, hvor han talte om sin frygt for nazisterne og ufoer. Han hævdede, at selv om han havde dræbt, var det ikke hans skyld. Han var blevet tvunget til at dræbe for at holde sig i live, som han mente alle mennesker ville gøre. Han bad Ressler om at give ham adgang til en radar pistol, så han kunne pågribe de nazistiske ufoer, så nazisterne kunne stå anklaget for mordene. Han afleverede også til Ressler en stor mængde af makaroni og ost, som han havde i hans bukselommer, han mente, at fængselsfunktionærer var i ledtog med nazisterne og forsøgte at dræbe ham med forgiftet mad. Kritikere hævder, at det var komediespil Chase spillede for Ressler for at få offentlig sympati og få hans sindssyge anerkende og en ny appel, og dermed undgå dødsdommen.
Den 26. december 1980, finder en vagt som fortager celle kontrol, Chase liggende i en akavet stilling på hans seng, uden synlig vejrtrækning. En obduktion fastslog, at han begik selvmord med en overdosis af fængselslæge-ordineret antidepressiv, som han havde sparet op i løbet af de sidste par uger.

## Fiktive portrætter
- Filmen Rampage fra 1988, var løst baseret på Chases forbrydelser.[6]
- Carey Burtts undergrunds korte emne "The Psychotic Odyssey of Richard Chase" genfortæller Chases liv, brugende Barbie dukker, ligesom i Superstar: The Karen Carpenter Story.
- Rapperen Brotha Lynch Hung kalder ham selv for "Richard Chase mixed with Al Capone" i hans album "Loaded" fra 1977.